# Tittling
Tittling je obec s tržním právem v zemském okrese Pasov v německé spolkové zemi Bavorsko, ve vládním obvodě Dolní Bavorsko.

## Historie
První písemná zmínka pochází z roku 1155. Mezi 24. dubnem a 29. dubnem 1945 propukly v oblasti Tittling boje mezi americkou 11. obrněnou divizí a jednotkami Wehrmachtu a Waffen-SS. Střílelo se také na Tittling, kde došlo ke ztrátám na životech. Po skončení války byl v obci až do roku 1946 velký zajatecký tábor. V roce 1978 získala obec uznání bavorského státního ministerstva hospodářství a dopravy v soutěži Naše pohostinné Bavorsko a v roce 1982 titul státem schválené letovisko.

## Skanzen
Muzejní vesnice Bavorského lesa v Tittlingu je jedním z největších evropských skanzenů. Podoby domů a statků v Bavorském lese ze 14.–19. století jsou vystaveny v originále. Muzeum je na jihozápadním břehu rybníka Dreiburgensee. Na 25 hektarech zahrnuje více než 150 objektů z období 1580 až 1850 a etnologickou sbírku s 60 000 předměty.

## Dreiburgensee
Dreiburgensee, dříve nazývané Rothauer See, Rottauer See a Rothaumühlweiher, se nachází 2,5 km severozápadně od Tittlingu v Bavorském lese. Rybník byl poprvé zmíněn v roce 1703, má rozlohu 8,31 hektaru a maximální hloubku 4,2 metru.